# Piedicroce
Piedicroce är en kommun i departementet Haute-Corse på ön Korsika i Frankrike. Kommunen ligger i kantonen Orezza-Alesani som tillhör arrondissementet Corte. År 2022 hade Piedicroce 80 invånare.

## Befolkningsutveckling
Antalet invånare i kommunen Piedicroce
Referens:INSEE